# Femme de Lindow
Femme de Lindow et Lindow I sont les noms donnés aux restes d'un corps de tourbière de sexe féminin, découvert dans une tourbière à Lindow Moss, près de Wilmslow en Angleterre, le 13 mai 1983. Les restes consistent principalement en un fragment de crâne auquel il manquait sa mâchoire, mais avec des tissus mous et des cheveux attachés. Les restes ont été datés de la période romaine. Les restes sont devenus plus connus sous le nom de Lindow I après la découverte d'autres restes dans la même tourbière en 1984 et 1987, nommés homme de Lindow ou Lindow II et Lindow III. 